# Elastyczność (polimery)
Elastyczność – właściwość materiałów polimerowych do odwracalnej zmiany kształtu pod działaniem sił zewnętrznych. Niektóre materiały polimerowe charakteryzują się zdolnościami do odkształceń elastycznych. Są to elastomery. Do elastomerów należy np. guma.

## Mechanizm elastyczności
Podczas odkształcenia elastycznego dochodzi do rozprostowywania skłębionych łańcuchów makrocząsteczek polimeru. Rozprostowane łańcuchy w elastomerze nie przemieszczają się między sobą, ponieważ są powiązane chemicznymi lub fizycznymi węzłami sieci polimerowej, inaczej obserwowane byłyby trwałe odkształcenia plastyczne (płynięcie materiału), które wcale nie wykluczają elastyczności.
Rozprostowywanie łańcuchów może odbywać się bez jakichkolwiek zmian odległości międzyatomowych i kątów walencyjnych w cząsteczkach, czyli bez zmiany energii wiązań chemicznych, ponieważ fragmenty makrocząsteczek mogą obracać się wokół pojedynczych wiązań np. węgiel-węgiel (konformacja). Rozprostowywanie się łańcuchów podczas odkształceń elastycznych powoduje, że w materiale dochodzi do zmniejszenia entropii (liczba możliwych konformacji maleje, więc maleje entropia). Oznaczając liczbę możliwych konformacji skłębiania się łańcuchów jako ‘W’, to entropię można zdefiniować jako S=k·ln(W). Zmniejszenie entropii układu skutkuje wydzieleniem ciepła. Po usunięciu siły, która spowodowała odkształcenie elastyczne, materiał dąży do zwiększenia entropii, któremu towarzyszy pobieranie ciepła. Makrocząsteczki skłębiają się ponownie i materiał powraca do swoich poprzednich wymiarów przed odkształceniem. Podczas odkształcania elastycznego i rozprostowywania skłębionych łańcuchów, energia kinetyczna drgających cząsteczek jest oddawana w postaci ciepła, a podczas powrotu elastycznego oddane uprzednio ciepło jest pobierane i zamieniane na energię kinetyczną drgań skłębiających się ponownie łańcuchów. Empirycznie można to łatwo zweryfikować i doświadczyć poprzez przyłożenie do ust rozciągniętego kawałka gumy i pozwolenie na elastyczny powrót. Odkształcenia i powroty elastyczne materiałów polimerowych mają pewną analogię ze sprężaniem i rozprężaniem gazu doskonałego. W powyższy sposób łatwo również wytłumaczyć zjawisko zwiększania się siły utrzymującej stałe odkształcenie rozciągniętego kawałka gumy, jeśli rozciągnięty kawałek zaczął być podgrzewany. Entropowy model odkształceń elastycznych gumy o podłożu mechaniki statystycznej rozwinął w 1934 Werner Kuhn.

## Elastyczność a sprężystość i lepkość
Sprężystość czasem utożsamiana jest z elastycznością. Jednak między tymi właściwościami istnieją wyraźne różnice, zarówno ilościowe, jak i dotyczące natury odkształceń i działających sił wewnętrznych. W przypadku zwykłej „sprężystości” materiałów, energia powodująca odkształcenie zniekształca wiązania międzyatomowe. Kiedy siła jest przyłożona do materiału wskutek czego materiał został odkształcony sprężyście, to wtedy pomiędzy atomami tego materiału zmienia się zarówno długość wiązań i/lub kąty pomiędzy wiązaniami, przez co odbiegają one od położenia równowagi charakteryzującej się minimalną energią. Zgromadzona energia potencjalna odkształconego ciała sprężystego ma, przede wszystkim, naturę elektrostatycznych oddziaływań pomiędzy atomami. Napędem powrotu sprężystego materiału jest zminimalizowanie energii atomów tego materiału poprzez zajmowanie przez nie równowagowych pozycji z jednoczesnym oddawaniem uprzednio pobranej energii związanej ze zniekształceniem wiązań pomiędzy nimi. Odkształcenia sprężyste muszą być na tyle małe, aby np. nie powodować niszczenia wiązań atomowych. Większe odkształcenia mogą np. powodować zniszczenie sieci krystalicznej, trwałe odkształcenia i/lub nieodwracalne pęknięcie materiału.
Względnie odwracalne odkształcenia elastyczne są dużo większe dochodzące nawet do 1000% wymiarów początkowych odkształcanej próbki materiału (np. wyroby z lateksu), podczas gdy wielkość względnego odkształcenia sprężystego, np. stali, jest rzędu dziesiątych części procenta. Czasy rozchodzenia się odkształceń elastycznych są dużo większe niż odkształceń sprężystych. Czas powrotu do poprzednich wymiarów po odkształceniu sprężystym jest bardzo mały, tzn. jest parę tysięcy razy mniejszy od czasu powrotu do poprzednich wymiarów odkształconego elastomeru.
Doskonale elastyczny materiał powinien po rozciągnięciu zawsze wracać do stanu pierwotnego bez pochłaniania (strat) energii mechanicznej, podobnie jak ciało doskonale sprężyste. W praktyce jednak zachowanie wszystkich znanych elastomerów odbiega od tego ideału, ze względu na to, że podobnie jak w cieczach część energii powodująca odkształcenia jest pochłaniana na skutek występowania tarcia wewnętrznego. Stąd w fizyce polimerów stosuje się pojęcie własności lepko-sprężystych i tworzy się różnego rodzaju modele matematyczne zachowań rzeczywistych elastomerów uwzględniających jednocześnie ich własności sprężyste i lepkościowe (lepkosprężystość).
Wreszcie, w materiałach polimerowych mogą występować w różnych udziałach zarówno odkształcenia sprężyste jak elastyczne, a także plastyczne (trwałe). Udziały tych odkształceń zależą od wielu parametrów np. prędkości odkształcania, temperatury, zakresu odkształceń.